# Amelinghausen
Amelinghausen – miejscowość i gmina położona w niemieckim kraju związkowym Dolna Saksonia, w powiecie Lüneburg. Jest siedzibą gminy zbiorowej (niem. Samtgemeinde) Amelinghausen.

## Położenie geograficzne
Amelinghausen leży ok. 20 km na południowy zachód od Lüneburga.
Od wschodu sąsiaduje z gminą Betzendorf, od południa z gminą Rehlingen, od zachodu graniczy z gminą Soderstorf i od północy graniczy z gminą Oldendorf. 
Teren gminy leży w centralnej i północno-wschodniej części Pustaci Lüneburskiej i jest ograniczony na północy rzeką Luhe a na wschodzie jej prawym dopływem Lopau. Gmina jest typowym przykładem krajobrazu Pustaci Lüneburskiej z lasami, wrzosowiskami i pagórkami.

## Dzielnice gminy
W skład gminy Amelinghausen wchodzą następujące dzielnice: Dehnsen i Etzen.

## Historia
Nazwa miejscowości odnosi się do Amelunga von Verden, biskupa z Verden w latach 933 – 962 pochodzącego z saksońskiego rodu Billungów. Był bratem najbardziej znanego Billunga Hermanna. Amelinghausen było pierwotnie siedzibą wójta z podległymi mu 16 wioskami i podlegającemu bezpośrednio nadwójtowi z Winsen (Luhe). 

## Współpraca
- Geringswalde, Saksonia
- Kardos, Węgry
- Wapno, Polska

## Komunikacja
Do autostrady  A39 (dawna A250) w Lüneburgu jest ok. 22 km, ale bliżej jest do autostrady A7. Do węzła Evendorf jest 11 km. Przez gminę przebiega droga krajowa B209 między Lüneburgiem a Soltau.  